# Untereggen
Untereggen és un municipi del cantó de Sankt Gallen (Suïssa), situat al districte de Rorschach.